# Alfred Voeltzkow
Alfred Voeltzkow (* 14. April 1860 in Berlin; † Februar 1947 in Kyritz) war ein deutscher Zoologe, Botaniker und Forschungsreisender. Sein offizielles botanisches Autorenkürzel lautet „Voeltzk.“
Voeltzkow studierte Naturwissenschaften in Heidelberg, Berlin, Freiburg und Würzburg und wurde 1887 über Aspidogaster conchicola (ein Saugwurm-Parasit in Süßwassermuscheln) in Freiburg  promoviert.  Während seines Studiums wurde er 1879 Mitglied der Burschenschaft Allemannia Heidelberg. Er wirkte in Straßburg, wo er Privatdozent war.
Er sammelte auf Expeditionen in Ostafrika (z. B. 1892 im Wituland), Inseln im westlichen Indischen Ozean wie den Komoren (1906), Sansibar (1889) und auf Madagaskar (1890 bis 1895 und 1903 bis 1905)  insbesondere Insekten, Vögel, Reptilien, Säuger und Pflanzen. Er veröffentlichte unter anderem über Herpetologie und Entomologie.
Von Voeltzkow stammen die ersten histologischen Untersuchungen von Drüsen des Gaumens von Krokodilen, die er als Kieferdrüsen bezeichnete.
Verschiedene Tierarten wurden nach ihm benannt, so der Flughund Pteropus voeltzkowi (Matschie 1909) von der Insel Pemba, das Voeltzkow-Chamäleon (Furcifer voeltzkowi), die Knotenameise Cataulacus voeltzkowi und mehrere Vogelarten.
1900 wurde er in die Leopoldina gewählt. 1897 wurde er korrespondierendes Mitglied der Senckenbergischen Naturforschenden Gesellschaft, die auch teilweise seine Reisen finanzierte. Teile seiner Sammlungen sind in Wien und bei der Senckenberg-Gesellschaft. Er war Mitglied der Berliner Freimaurerloge Zur Verschwiegenheit.

## Schriften
- Wissenschaftliche Ergebnisse der Reisen in Madagaskar und Ost-Afrika in den Jahren 1889–1895, 3 Bände, Frankfurt: Diesterweg 1899–1905
- Reise in Ostafrika in den Jahren 1903–1905. Wissenschaftliche Ergebnisse, Schweizerbarth 1914 bis 1923 (mehrere Bände, u. a. über die Komoren 1914 und Witu-Inseln und Sansibar Archipel 1923)
  - Band 1, Teil 1, Comoren, Archive, Band 1, Reisebericht Teil 2, 1923, Archive, Band 2, Archive, Band 3, Archive, Band 4, Archive, Band 5, Archive
- Bericht über eine Reise nach Ost-Afrika zur Untersuchung der Bildung und des Aufbaues der Riffe und Inseln des westlichen Indischen Ozeans, in: Zeitschrift der Gesellschaft für Erdkunde, 1903, S. 560–591, 274–301, 1904, S. 426–451
- Die Comoren. Nach eigenen Beobachtungen, älteren und neueren Reiseberichten und amtlichen Quellen. Schweizerbart, Stuttgart 1914.[7]